# Фуксова модель
Фуксова модель — це подання гіперболічної ріманової поверхні R як фактор-поверхні верхньої півплощини H за фуксовою групою. Будь-яка гіперболічна ріманова поверхня дозволяє таке подання. Концепцію названо іменем Лазаруса Фукса.

## Точніше визначення
За теоремою уніформізації будь-яка ріманова поверхня є еліптичною, параболічною або гіперболічною. Точніше, ця теорема стверджує, що ріманова поверхня {\displaystyle R}, яка не ізоморфна або рімановій сфері (в еліптичному випадку), або фактор-поверхні комплексної поверхні за дискретною підгрупою (у параболічному випадку), повинна бути фактор-поверхнею гіперболічної площини {\displaystyle \mathbb {H} } за підгрупою {\displaystyle \Gamma }, що діє цілком розривно та вільно.
У моделі Пуанкаре у верхній півплощині для гіперболічної площини група біголоморфних перетворень є групою {\displaystyle \mathrm {PSL} _{2}(\mathbb {R} )}, що діє гомографією, а теорема уніформізації означає, що існує дискретна підгрупа без скруту {\displaystyle \Gamma \subset \mathrm {PSL} _{2}(\mathbb {R} )}, така, що ріманова поверхня {\displaystyle \Gamma \backslash \mathbb {H} } ізоморфна {\displaystyle R}. Таку групу називають фуксовою групою, а ізоморфізм {\displaystyle R\cong \Gamma \backslash \mathbb {H} } — фуксовою моделлю для {\displaystyle R}.

## Фуксові моделі та простір Тейхмюллера
Нехай {\displaystyle R} — замкнена гіперболічна поверхня і нехай {\displaystyle \Gamma } — фуксова група, така, що {\displaystyle \Gamma \backslash \mathbb {H} } є фуксовою моделлю для {\displaystyle R}. Нехай
{\displaystyle A(\Gamma )=\{\rho \colon \Gamma \to \mathrm {PSL} _{2}(\mathbb {R} )\}}.
Тут {\displaystyle A(\Gamma )} — множина всіх {\displaystyle \rho } ефективних та дискретних подань із топологією, породженою точковою збіжністю (іноді званою «алгебричною збіжністю»). У цьому випадку топологію найпростіше визначити так: група {\displaystyle \Gamma } є скінченнопородженою оскільки вона ізоморфна фундаментальній групі {\displaystyle R}. Нехай {\displaystyle g_{1},\ldots ,g_{r}} — породжувальна множина, тоді будь-яке {\displaystyle \rho \in A(\Gamma )} визначається елементами {\displaystyle \rho (g_{1}),\ldots ,\rho (g_{r})} і можна ототожнити {\displaystyle A(G)} з підмножиною {\displaystyle \mathrm {PSL} _{2}(\mathbb {R} )^{r}} відображенням {\displaystyle \rho \mapsto (\rho (g_{1}),\ldots ,\rho (g_{r}))}. Тим самим ми задамо топологію підпростору.
Теорема Нільсена про ізоморфізм (це не стандартна термінологія і цей результат не пов'язаний безпосередньо з теоремою Дена — Нільсена) тоді стверджує таке:
Для будь-якого подання {\displaystyle \rho \in A(G)} існує автогомеоморфізм (фактично, квазіконформне відображення) {\displaystyle h} верхньої півплощини {\displaystyle \mathbb {H} }, таке, що {\displaystyle h\circ \gamma \circ h^{-1}=\rho (\gamma )} для будь-кого {\displaystyle \gamma \in G}.
Доведення дуже просте — виберемо гомеоморфізм {\displaystyle R\to \rho (\Gamma )\backslash \mathbb {H} } і піднімемо його на гіперболічну площину. Взяття дифеоморфізму дає квазіконформне відображення, оскільки {\displaystyle R} компактна.
Це можна розглядати як еквівалентність між двома моделями для простору Тайхмюллера {\displaystyle R} — множини дискретних ефективних подань фундаментальної групи {\displaystyle \pi _{1}(R)} у класи суміжності {\displaystyle \mathrm {PSL} _{2}(\mathbb {R} )} і множини відмічених ріманових поверхонь {\displaystyle (X,f)}, де {\displaystyle f\colon R\to X} — квазіконформний гомеоморфізм природного відношення еквівалентності.